# Exalead
Exalead是一家搜尋引擎公司，在2000年成立於法國，其搜尋工具的特色包括了語音搜尋、语言监测及定位搜尋，以及資料分群。2010年6月，Exalead被达索系统公司以1.35亿欧元的价格收购。

Exalead one:desktop 的螢幕截圖

## 引用
1. ↑  中国电子报 达索收购搜寻应用平台公司Exalead （页面存档备份，存于）  Assessed 26 Fev 2011

## 外部連結
- 达索系统（页面存档备份，存于）